# Christy Fagan
Christy Fagan (Dublino, 11 maggio 1989) è un ex calciatore irlandese, di ruolo attaccante.

## Carriera

### Club
Ha giocato nella prima divisione irlandese.

### Nazionale
Ha giocato nelle nazionali giovanili irlandesi Under-19 ed Under-21.

## Palmarès

### Club

#### Competizioni nazionali
- Campionato irlandese: 1

St Patrick's Athletic: 2013
- Coppa d'Irlanda: 1

St Patrick's Athletic: 2014
- Coppa di Lega irlandese: 2

St Patrick's Athletic: 2015, 2016
- Supercoppa d'Irlanda: 1

St Patrick's Athletic: 2014

### Individuale
- Calciatore dell'anno (PFAI): 1